# Zolitūde
Zolitūde es un barrio de la ciudad de Riga, Letonia.

## Superficie
Posee una superficie de 2,888 kilómetros cuadrados (288,8 hectáreas).

## Población
Hasta 2021 presentaba una población de 16 840 habitantes, con una densidad de población de 5831,02 habitantes por kilómetro cuadrado.

## Transporte

### Rutas
- Autobús: 8, 32, 43, 44, 46, 53, 56.[1]
- Autobús expreso: 336.[1]